# منتخب جزر القمر لكرة السلة
منتخب جزر القمر لكرة السلة هو ممثل جزر القمر الرسمي في المنافسات الدولية في كرة السلة
.